# Profiat Duran
Pour les articles homonymes, voir Duran.
Profiat Duran (hébreu : יצחק בן משה הלוי, Itzhak ben Moshe Halevi ; catalan : Maestre Profiat Duran), dit Epho"d ou HaEfodi (hébreu : אפ"ד, acronyme de Ani Profiat Duran : « Je suis Profiat Duran ») ou Efodaeus dit aussi Honoratus de Bonafide est un grammairien, controversiste et philosophe des XIVe et XVe siècles (c. 1350 - c. 1415,).

## Éléments biographiques
Profiat Duran naît possiblement à Perpignan, de parents provençaux émigrés en Catalogne. Au cours de sa jeunesse, il étudie quelque temps dans une école talmudique en Allemagne, mais il refuse de se confiner à l'étude du Talmud, et entreprend l'étude de la philosophie et d'autres sciences, en dépit de l'interdiction de ses maîtres.
Selon une tradition communément admise, Profiat Duran, devenu précepteur dans la famille Crescas, est contraint au baptême lors des persécutions anti-juives de 1391. Il devient l'astrologue de Jean Ier d'Aragon sous le nom de Honoratus de Bonafide (« Honoré de Bonne Foi ») tout en étant marrane.
Désireux de revenir au judaïsme, il décide de partir avec son ami David Bonet Bongoron et d'émigrer en terre d'Israël. Cependant, sur le départ, Profiat Duran ne trouve pas son ami mais une lettre où il écrit avoir décidé de demeurer chrétien à la suite de la persuasion du néophyte Paul de Burgos (ex rabbin Salomon Ha-Levi), et enjoint Duran à en faire de même. Celui-ci y répond par l'une de ses épîtres les plus fameuses et sarcastiques, Al Tehi KeAvotekha, où il fustige l'irrationalité de la doctrine chrétienne sous des dehors de louanges. Écrite en 1396, elle est mise en circulation par Meïr Alguades,, grand-rabbin, dayan de Castille, traducteur d'Aristote et médecin du roi Henri III, à qui elle avait été envoyée puis brûlée quand les chrétiens en comprennent le véritable sens.
« Sur les conseils de Hasdaï Crescas, qui lui avait confié autrefois l’instruction de ses enfants, Profiat Duran composa encore un autre ouvrage contre le christianisme, non plus sur le ton de l’ironie, mais avec le calme et la sérénité de l’historien ».
Ses oeuvres sont assez nombreuses : il commente le Guide des Egarés de Maïmonide et quelques travaux d’Ibn Ezra, compose des ouvrages sur les mathématiques et le calendrier, et écrit l’histoire des persécutions subies par les Juifs depuis le XIIIe siècle, ainsi qu'une grammaire hébraïque de haute qualité. Voir infra.
On comprend pourquoi Profiat Duran réussit à se faire pardonner son abjuration par ses anciens coreligionnaires mais moins comment il réussit à se maintenir en Espagne ou à Perpignan, et à ne pas être persécuté par les chrétiens pour son exposition ironique de leurs dogmes, bien que l'Inquisition n'en était qu'à ses débuts mais il est possible qu'il ait quitté l'Espagne,,. 
Les circonstances ultérieures de sa vie sont mal connues. Il aurait participé, peu avant sa mort, à la longue disputation de Tortosa.

## Œuvres

### Polémique
Profiat Duran est l'auteur de deux travaux polémiques :
- Al Tehi KeAvotekha (« Ne sois pas comme tes pères »), une épître écrite en 1396, intitulée ainsi d'après sa phrase récurrente. Duran y affirme que les Juifs apostats rejettent le rationalisme de leurs pères pour se réfugier dans le mysticisme chrétien et rapporte les pires abus de commis en son temps par l'Église et ses agents. Son ironie est cependant si subtile que les chrétiens, qui appelaient la lettre Alteca Boteca, y verront initialement une défense de leur foi. Cependant, une fois la nature satirique de cette lettre exposée, ordre est donné de livrer publiquement les nombreux exemplaires qui en circulent au feu[6].
L'épître a été imprimée une première fois à Constantinople en 1554, avec un commentaire de Joseph ben Shem Tov et une introduction d'Isaac Akrish. Elle a été publiée par A. Geiger dans son Melo Chofnajim en 1840, et traduite par ce dernier en 1846.
- Kelimat HaGoyim (« La honte des Gentils »), un traité polémique écrit en 1397 et dédié à Hasdaï Crescas, où Profiat Duran se livre à une critique systématique des Évangiles et d'autres anciennes sources chrétiennes comme Saint Jérôme, avec lesquelles il semble très familier.

### Philosophie
Profiat Duran a rédigé un commentaire synoptique sur le Guide des Égarés de Moïse Maïmonide, publié pour la première fois à Sabbionetta en Italie, en 1553. Qualifié par Renan et Neubauer de commentaire grammatical et littéral plutôt que philosophique, il y montre cependant l'influence des philosophes Joseph ibn Caspi, Gersonide et Moïse Narboni qu'il cite parfois textuellement sans le nommer. Sa pensée est typique d'un courant du XVe siècle, qui tend à rétablir l'aspect positif du judaïsme.

### Grammaire
Le grand-œuvre de Duran, prisé tant par les Juifs que par les chrétiens, est son Maasse Efod, un traité de grammaire hébraïque philosophique et critique remarquable en trente-trois chapitres, achevé en 1403.
L'introduction, expliquant le but du livre, détaille les conditions d'éducation parmi les Juifs et la méconnaissance, voire l'ignorance de la grammaire parmi eux. Les cinq premiers chapitres traitent des « causes » du langage (selon l'entendement aristotélicien). Sont détaillés dans les trois chapitres suivants les organes de la phonation et leurs fonctions, le déclin de l'hébreu (langue parfaite à l'origine, dont les Juifs ne connaîtraient, du fait de leurs exils successifs, plus que 2 000 racines, dont 1 000 sont utilisées pour dériver les verbes), et la science du langage (qui comprend, selon lui, la grammaire, la rhétorique et la poésie).
Les quatre chapitres suivants décrivent les catégories grammaticales s'appliquant aux noms et aux verbes, le 14e chapitre aux permutations de lettres et de voyelles ; les onze chapitres suivants sont consacrés à la morphologie du verbe, à celle du nom et des particules, les chapitres 27 à 29 aux formes exceptionnelles (ellipses, additions, changement de l'ordre) dont Yona ibn Jannah avait déjà traité dans son Kitāb al-Lumaʿ, le chapitre 30 aux particules et le chapitre 31 aux lettres pouvant subir une mutation consonantique (bega"d kefa"t) ; le chapitre 32 s'occupe de la prononciation de l'hébreu.
Un « trente-troisième chapitre » explique pourquoi l'hébreu a été appelé « langue de sainteté. »
Inscrit dans la lignée du Retoukot Kessef de Joseph ibn Caspi, et d'un ouvrage inconnu de Samuel Benveniste, fréquemment cité par Duran comme un éminent grammairien, mais inconnu sinon, le Maasse Efod est l'un des livres les plus complets et les plus théoriques depuis les livres d'Ibn Jannah. Il s'agit en fait d'un essai de disputer le monopole au Mikhlol de David Kimhi, plus didactique et empirique, en même temps qu'une tentative de baser la grammaire hébraïque sur la philosophie scolastique, prévalente à cette époque dans l'occident chrétien.
Le Maasse Efod a été imprimé en 1885 par J. Friedländer et J. Kohn. Cette édition critique comprend en appendice :
- une élégie rédigée en 1393 par Duran à la mort d'Abraham ben Isaac Halevi de Gérone[11] (probablement un parent)
- trois lettres comprenant des responsa à son élève, Meïr Crescas
- deux traités exégétiques sur plusieurs chapitres de II Samuel.

### Autres
Duran a, en outre, produit :
- Heshev HaEfod (1395), un almanach rédigé en 29 sections, dédié à Moshe ibn Zarzal, le médecin de Henry III de Castille
- Zichron HaShemadot, une histoire des martyrs juifs depuis la destruction du Temple ; l’ouvrage est perdu mais Graetz a démontré qu’il a été utilisé par Salomon Usque et Judah ibn Verga (en).
- une explication d'un poème religieux d'Abraham ibn Ezra (imprimée dans le recueil Ta'am Zkenim d'Eliezer Ashkenazi), de quelques passages de son commentaire biblique, ainsi que la solution à sa devinette sur les lettres quiescentes de l'alphabet (citée par Immanuel Benvenuto dans son Liviat Hen, Mantoue 1557, sans mentionner Duran), tout cela à la demande de membres de la famille Benveniste.

## Source
Cet article contient des extraits de l'article « DURAN » par Meyer Kayserling, M. Seligsohn, H. Brody & Richard Gottheil de la Jewish Encyclopedia de 1901–1906 dont le contenu se trouve dans le domaine public.